# 대방광불화엄경 주본 권6
대방광불화엄경 주본 권6(大方廣佛華嚴經 周本 卷六)은 서울특별시 중구에 있는 고려시대의 불경이다. 
1981년 3월 18일 대한민국의 국보 제203호 대방광불화엄경 주본 권제6(大方廣佛華嚴經 周本 卷第六)으로 지정 2010년 8월 25일 현재의 명칭으로 변경되었다.

## 개요
대방광불화엄경은 줄여서 ‘화엄경’이라고 부르기도 하며, 부처와 중생이 둘이 아니라 하나라는 것을 기본사상으로 하고 있다. 화엄종의 근본경전으로 법화경과 함께 한국 불교사상 확립에 크게 영향을 끼친 불교경전 가운데 하나이다.
당나라의 실차난타가 번역한 『화엄경』 주본 80권 중 권6에 해당하는 이 책은 전라남도 담양에 사는 전순미(田洵美)가 어머니의 극락왕생을 기원하기 위하여 찍어낸 것이다. 닥종이에 찍은 목판본으로 두루마리처럼 말아서 보관할 수 있도록 되어 있으며, 크기는 세로 30.8cm, 가로 649.2cm이다.
간행기록이 없어서 정확한 연대는 알 수 없으나, 해인사 대장경본과 글씨체와 새김이 일치하고 있다. 해인사대장경에 포함된 주본 화엄경을 보고 다시 새겨 12세기경에 찍어낸 것으로 보인다. 

## 같이 보기
- 화엄경

## 참고 자료
- 대방광불화엄경 주본 권6 - 국가유산청 국가유산포털